# Gros de Prague
Pour les articles homonymes, voir Gros.

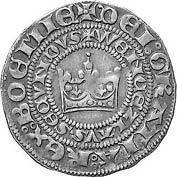
Gros de Venceslas II., avers

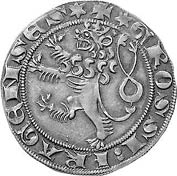
Gros de Venceslas II., revers

Le gros de Prague (en tchèque : pražský groš, en allemand : Prager Grosch, en latin : grossus pragensis, en polonais : grosz praski) est une unité monétaire d'argent, créée sur les conseils de banquiers et d'avocats lombards, en 1300, par le roi de Bohême Venceslas II. Elle est longtemps la monnaie de référence en Europe centrale. Son nom est issu du latin denarius grossus ou gros denier.

## Description
Le gros de Prague est une pièce d'argent dont le poids varie entre 3,5 et 3,7 grammes, et titre à 933 ‰.
Il se subdivise en douze unités plus petites, le parvus (du latin « petit »). Pendant toute la période de sa frappe, son apparence ne change que peu :
- l'avers représente la couronne de Bohême avec deux inscriptions circulaires, l'une portant le nom latin et le chiffre du souverain et l'autre DEI GRATIA REX BOEMIE (Par la grâce de Dieu roi de Bohême).
- le revers est orné du lion à queue bifide de Bohême et de l'inscription latine GROSSI PRAGENSES (gros de Prague).

## Histoire
La frappe de cette monnaie est permise par la découverte, au milieu du XIIe siècle, de riches filons d'argent à Kutná Hora et permet, à son tour, le développement économique de la Bohême et de la Moravie, alors parmi les plus riches provinces d'Europe.
C'est grâce aux riches mines d'argent de Kutná Hora que les ducs de Bohême ont acquis le titre de roi, fait unique dans le Saint-Empire romain germanique et celui, tout aussi unique pour une dynastie non franque, de Prince-Électeur. C'est encore grâce à la richesse tirée du sous-sol de Kutná Hora qu'ils vont devenir, avec Charles IV, quelque cinquante ans après la création du gros de Prague, empereur du Saint Empire.
Venceslas II, en 1292, invite à sa cour l'avocat italien Gozzo d'Orvieto (voir Orvieto), qui rédige un code royal, le Jus regale montanorum lequel détermine les bases de l'extraction minière et constitue, entre autres, une sorte de code du travail très en avance pour l'époque. Ce code s'accompagne également d'une réforme monétaire qui remplace les différents deniers frappé par les ducs ou les villes pour créer le gros de Prague.
La monnaie est frappée à Kutná Hora, dans un bâtiment nommé la "Cour italienne". Son modèle en est le gros tournois de saint Louis.
Bien que Venceslas II désire une monnaie „constante“ et „éternelle“, son poids va décroissant avec le temps (jusqu'à 2,4 grammes) ainsi que son aloi (562‰). Cependant, elle reste une monnaie de référence non seulement en Bohême mais dans tout le Saint Empire. 
Ce n'est qu'avec l'épuisement des filons de Kutná Hora et la découverte quasi concomitante de gisements à Joachimsthal que le gros de Prague cesse d'être la principale monnaie officielle. Il est alors remplacé par le taler en 1547, sur décision de Ferdinand Ier du Saint-Empire. Ce taler (ou thaler) a une prestigieuse descendance : en circulation dans tout l'Empire des Habsbourg, il est appelé dólar en Amérique du Sud puis dollar dans celle du Nord. 
Le gros de Prague ne cesse d'être frappé qu'en 1644 : à la suite de la patente de Ferdinand III du Saint-Empire (et de l'épuisement définitif des mines de Kutná Hora), il est retiré de la circulation et remplacé, pour de bon, par le taler.